# 구조가
구조 가(일본어: 九条家 쿠조케[*])는 일본의 공가 가문으로서 오대 섭관가 중 하나이다.
후지와라 북가 적류의 후지와라노 다다미치의 삼남 가네자네를 중시조로 한다. 교토 구조통의 구조전(九条殿)이 가명의 유래이다. 가네자네의 동복동생 가네후사의 후손도 구조가에 포함되지만, 이쪽은 일찌감치 단절되었다.
적류의 위치를 두고 이치조가와 대립하였다.

## 같이 보기
- 섭가